# Syngrapha variana
Syngrapha variana är en fjärilsart som beskrevs av Ottolengui 1902. Syngrapha variana ingår i släktet Syngrapha och familjen nattflyn. Inga underarter finns listade i Catalogue of Life.